# Cyrtidiorchis
Cyrtidiorchis es un género de orquídeas de hábito terrestre. Tiene cinco especies.

## Características
Es una orquídea de hábito terrestre emparentada con el género Maxillaria. Es originario de Venezuela hasta Perú. 

## Especies
| - Cyrtidiorchis alata - Cyrtidiorchis frontinoensis - Cyrtidiorchis rhomboglossa - Cyrtidiorchis stumpflei - Cyrtidiorchis triptera |